# Futbol'ny Klub Dnjapro Mahilëŭ
Il Futbol'ny Klub Dnjapro Mahilëŭ (in lingua bielorussa ФК Дняпро Магілёў) è una società calcistica bielorussa con sede nella città di Mahilëŭ. Nel 1998, in seguito alla fusione con la squadra del FC Transmash, la denominazione cambiò in Dnjapro-Transmash, nel 2006, la denominazione tornò quella originale. La società si è sciolta al termine della stagione 2018, quando si è fusa con in Luč Minsk, dando vita a una nuova società anch'essa denominata Dnjapro Mahilëŭ. Nel 2020, a seguito dello scioglimento del "nuovo" Dnjapro Mahilëŭ al termine della stagione 2019, il club viene rifondato, ripartendo dalla Druhaja liha.

## Palmarès

### Competizioni nazionali
- Campionato bielorusso: 1

1998
- Peršaja Liha: 1

2012
- Druhaja liha: 1

2020

### Altri piazzamenti
- Campionato bielorusso:

Secondo posto: 1992
Terzo posto: 2009
- Coppa di Bielorussia:

Finalista: 1992
Semifinalista: 1994-1995, 1996-1997, 1997-1998, 2013-2014, 2017-2018
- Peršaja Liha:

Secondo posto: 2016, 2023

## Statistiche e record

### Statistiche nelle competizioni UEFA
Tabella aggiornata alla fine della stagione 2018-2019.
| Competizione                  | Partecipazioni | G  | V | N | P | RF | RS |
| ----------------------------- | -------------- | -- | - | - | - | -- | -- |
| UEFA Champions League         | 1              | 2  | 0 | 0 | 2 | 0  | 3  |
| Coppa UEFA/UEFA Europa League | 1              | 8  | 3 | 3 | 2 | 15 | 13 |
| Coppa Intertoto               | 3              | 10 | 3 | 2 | 5 | 15 | 28 |

## Organico

### Rosa 2013
| N. |                        | Ruolo | Calciatore          |
| -- | ---------------------- | ----- | ------------------- |
| 1  | Estonia (bandiera)     | P     | Artur Kotenko       |
| 3  | Bielorussia (bandiera) | D     | Aleksandr Bylina    |
| 4  | Bielorussia (bandiera) | C     | Uladzimir Maroz     |
| 5  | Bielorussia (bandiera) | C     | Andrey Horbach      |
| 7  | Bielorussia (bandiera) | A     | Vital Bulyga        |
| 8  | Ucraina (bandiera)     | C     | Oleksiy Tupchiy     |
| 10 | Bielorussia (bandiera) | A     | Vladimir Yurchenko  |
| 11 | Bielorussia (bandiera) | A     | Alyaksandr Sazankow |
| 12 | Bielorussia (bandiera) | C     | Pavel Trubila       |
| 13 | Lituania (bandiera)    | A     | Fiodor Černych      |
| 14 | Bielorussia (bandiera) | C     | Aleh Patotski       |

| N. |                        | Ruolo | Calciatore        |
| -- | ---------------------- | ----- | ----------------- |
| 16 | Bielorussia (bandiera) | P     | Syarhey Sazonaw   |
| 17 | Bielorussia (bandiera) | A     | Mikalaj Zjan'ko   |
| 19 | Bielorussia (bandiera) | C     | Dzmitry Kowb      |
| 20 | Bielorussia (bandiera) | D     | Maksim Kazlovich  |
| 21 | Bielorussia (bandiera) | C     | Alyaksandr Kuhan  |
| 22 | Bielorussia (bandiera) | A     | Anton Šramčanka   |
| 23 | Bielorussia (bandiera) | D     | Kirill Pavlyuchek |
| 29 | Ucraina (bandiera)     | D     | Oleh Karamushka   |
| 30 | Bielorussia (bandiera) | P     | Barys Pankrataw   |
| 55 | Ucraina (bandiera)     | A     | Maksym Lisovyi    |
| 77 | Bielorussia (bandiera) | D     | Mikhail Kazlow    |
|    | Bielorussia (bandiera) | D     | Ėduard Žaŭneraŭ   |

### Rosa 2012
| N. |                        | Ruolo | Calciatore         |
| -- | ---------------------- | ----- | ------------------ |
| 1  | Bielorussia (bandiera) | P     | Uładzimir Žuraŭ    |
| 2  | Bielorussia (bandiera) | D     | Jaŭhien Kapaŭ      |
| 3  | Ucraina (bandiera)     | D     | Andrij Hončar      |
| 4  | Bielorussia (bandiera) | D     | Dzianis Obrazaŭ    |
| 6  | Bielorussia (bandiera) | D     | Uładzimir Šunejka  |
| 7  | Bielorussia (bandiera) | D     | Michaił Kazłoŭ     |
| 8  | Lettonia (bandiera)    | D     | Arturs Silagailis  |
| 9  | Bielorussia (bandiera) | A     | Ihar Ziankovič     |
| 10 | Bielorussia (bandiera) | C     | Anton Matsveenka   |
| 11 | Ucraina (bandiera)     | C     | Dmytro Tereščenko  |
| 15 | Lituania (bandiera)    | A     | Fiodor Černych     |
| 16 | Bielorussia (bandiera) | P     | Alaksandr Lancevič |
| 17 | Bielorussia (bandiera) | C     | Aleksandr Šupikoŭ  |

| N. |                        | Ruolo | Calciatore          |
| -- | ---------------------- | ----- | ------------------- |
| 18 | Russia (bandiera)      | C     | Maksim Berdnik      |
| 22 | Bielorussia (bandiera) | C     | Anton Šramčanka     |
| 23 | Bielorussia (bandiera) | C     | Aleksandr Barabanov |
| 26 | Bielorussia (bandiera) | D     | Pavieł Markaŭ       |
| 29 | Ucraina (bandiera)     | D     | Oleh Karamuška      |
| 30 | Bielorussia (bandiera) | P     | Barys Pankrataŭ     |
| 32 | Bielorussia (bandiera) | A     | Andrej Lasiuk       |
| 33 | Bielorussia (bandiera) | D     | Anton Shepeleŭ      |
| 44 | Ucraina (bandiera)     | D     | Andrij Raspopov     |
| 80 | Bielorussia (bandiera) | C     | Vitał Taraščyk      |
|    | Bielorussia (bandiera) | D     | Ivan Mahał          |
|    | Bielorussia (bandiera) | A     | Andrej Latypaŭ      |
|    | Bielorussia (bandiera) | A     | Pavel Zaitsev       |